# Empagliflozin
Empagliflozin ist ein Wirkstoff aus der Gruppe der SGLT-2-Hemmer zur Behandlung des Diabetes mellitus Typ 2, der symptomatischen, chronischen Herzinsuffizienz und chronischer Niereninsuffizienz. Er wurde von Boehringer Ingelheim entwickelt und gemeinsam mit Eli Lilly and Company auf den Markt gebracht.

## Wirkung
Der Wirkmechanismus von Empagliflozin entspricht dem der strukturell verwandten Wirkstoffe Dapagliflozin und Canagliflozin und leitet sich von Phlorizin (Phloretin) ab.  Empagliflozin hemmt selektiv den Natrium-Glucose-Cotransporter SGLT2 (IC50 = 3,1 nM), was zur Hemmung des Glucose-Rücktransports in proximalen Tubuli der Niere und zu einer Erniedrigung des Blutglucose-Spiegels führt, ohne die Insulin-Sekretion zu verstärken. Andere Natrium-Glucose-Cotransporter werden wesentlich schwächer gehemmt.

## Nutzenbewertung
Dem Wirkstoff wurde vom Gemeinsamen Bundesausschuss ein Zusatznutzen bei kardiovaskulärer Erkrankung bescheinigt. Am 1. Februar 2024 beschloss der GBA dagegen: „Für Erwachsene mit chronischer Niereninsuffizienz ist ein Zusatznutzen nicht belegt.“
Das Institut für Qualität und Wirtschaftlichkeit im Gesundheitswesen hatte 2016 ebenfalls keinen Zusatznutzen gesehen.

## Handelsname
Jardiance (D, CH)